# Bahnhof Messina Centrale
Der Bahnhof Messina Centrale ist der Hauptbahnhof der Stadt Messina auf Sizilien. Er ist unmittelbar mit dem Bahnhof Messina Marittima verbunden und wird von der Rete Ferroviaria Italiana (RFI), einer Organisationseinheit der Ferrovie dello Stato, betrieben. Von 2001 bis 2018 lag die Vermarktung und Vermietung der Ladenflächen in Hand der Gesellschaft Centostazioni.

## Lage
Der Bahnhof liegt im 4. Verwaltungsbezirk Messinas am Rande der Innenstadt und südlich des Hafens. Über den galerieähnlichen Hausbahnsteig an Gleis 1 gelangt man direkt in den nördlich gelegenen Fährbahnhof Messina Marittima.

## Geschichte

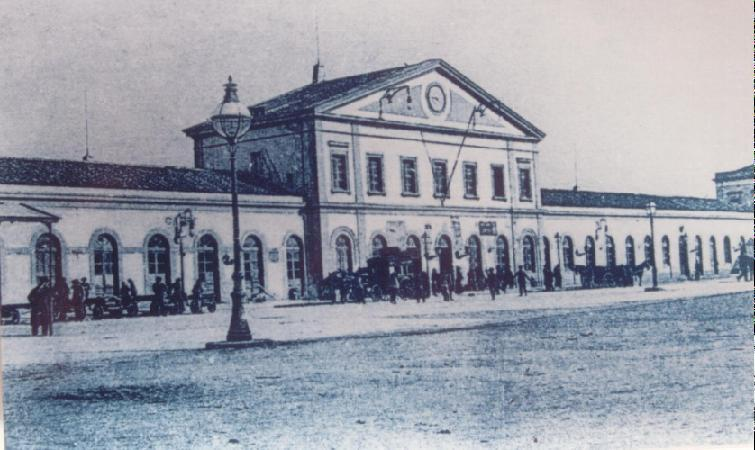
Der erste Bahnhof Messina Centrale

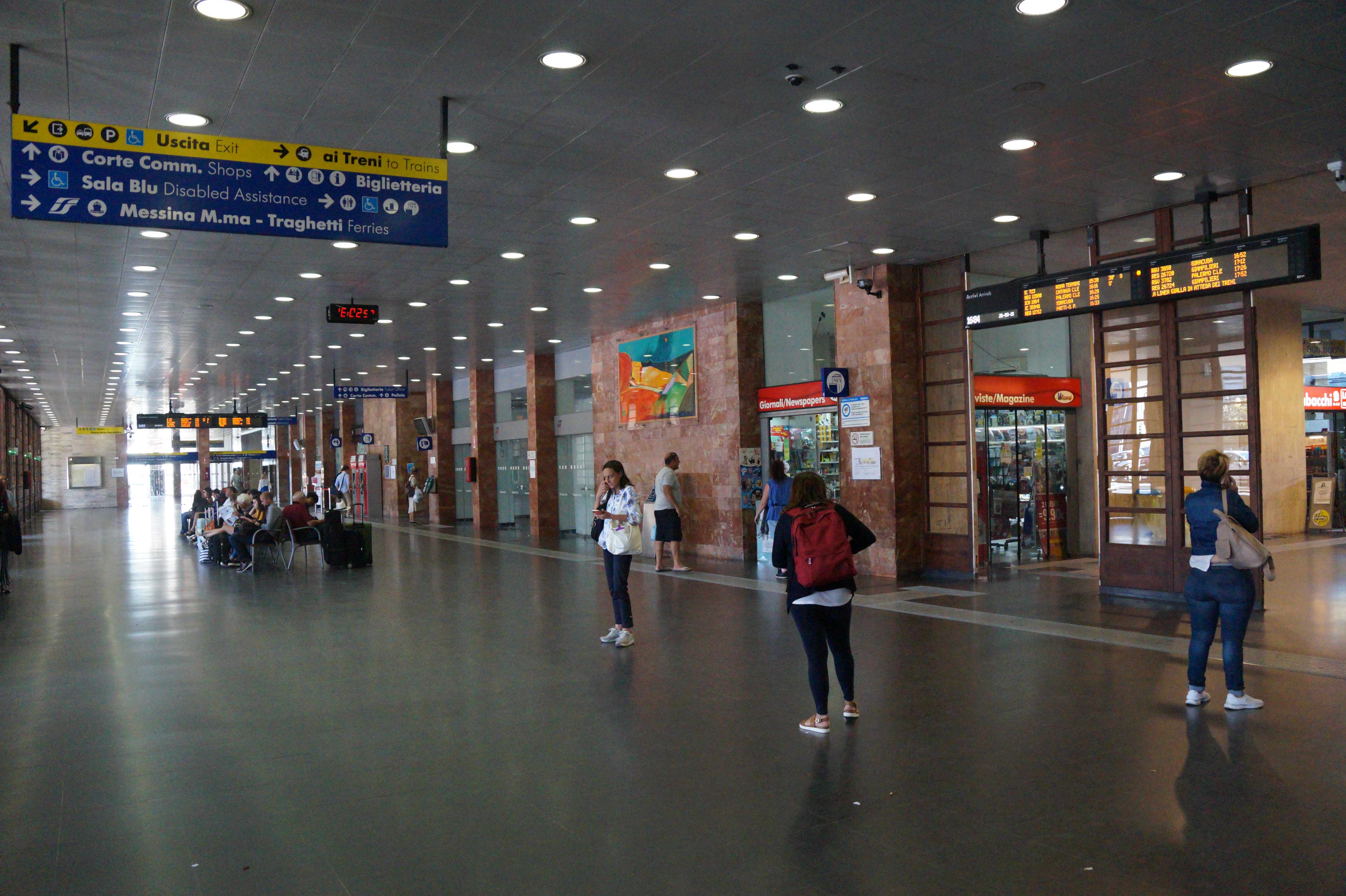
Schalterhalle

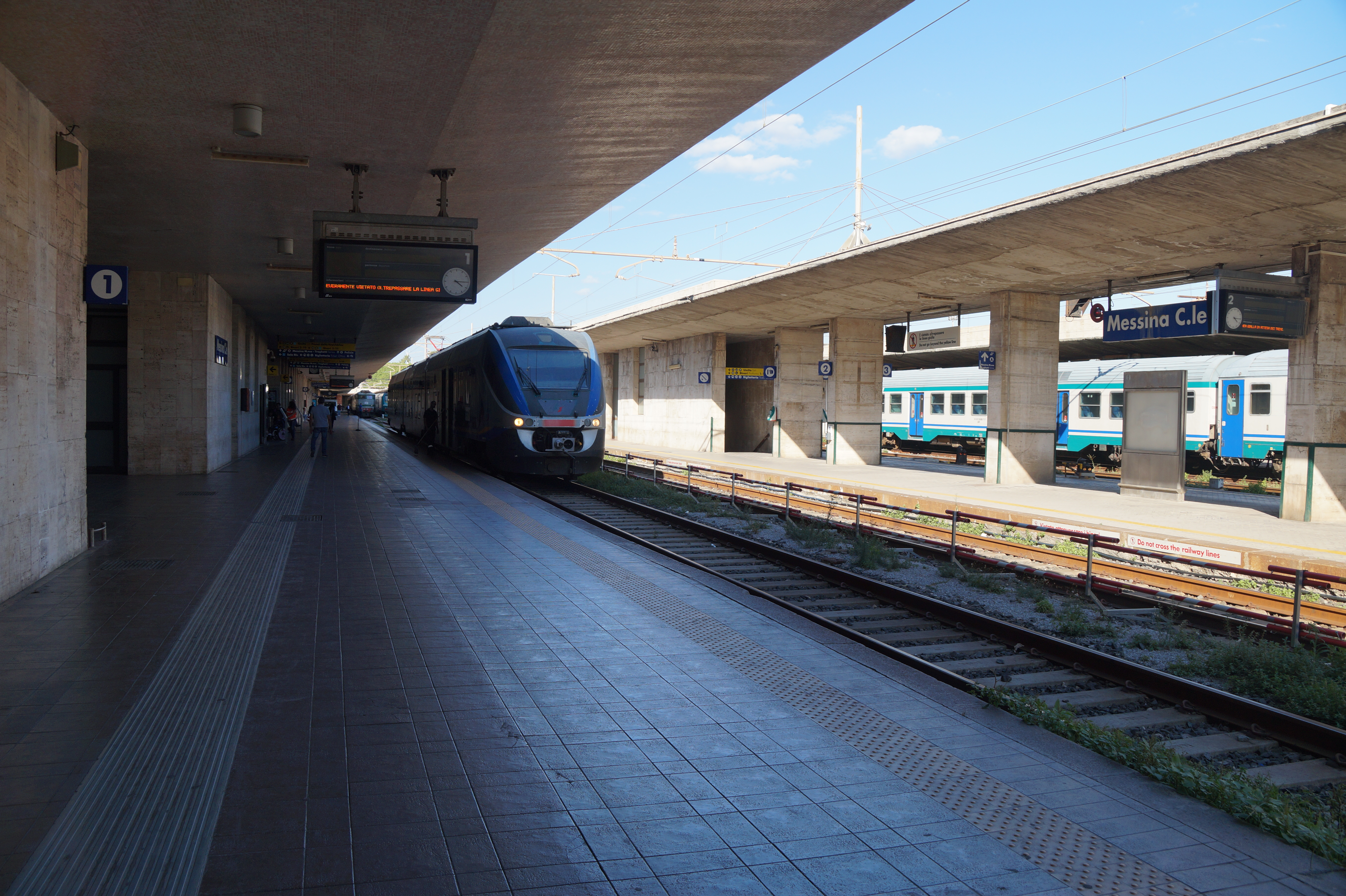
Hausbahnsteig, Gleis 1, mit Blick auf den Verbindungsgang zum Bahnhof Messina Marittima

Am 12. Dezember 1866 wurde der Bahnhof mit der Einweihung des ersten Bauabschnitts der Bahnstrecke Messina–Syrakus nach Taormina-Giardini eröffnet. Seit 1889 ist er ferner Endpunkt der Bahnstrecke Fiumetorto–Messina, die 1895 vollendet wurde.
Nach dem Erdbeben von Messina im Jahre 1908 wurde das Empfangsgebäude zerstört und im Ursprungszustand wieder neu aufgebaut.
Das erste Empfangsgebäude wich 1939 einem Neubau des Architekten Angiolo Mazzoni, der die Bahnhöfe Centrale und Marittima in einem Gebäudekomplex verband. Das heutige Bahnhofsgebäude ist ein Zeitzeuge der Bauepoche der Faschistenzeit.

## Infrastruktur

### Ausstattung
Der Bahnhof verfügt über eine Fahrkartenausgabe, Fahrscheinautomaten, eine Bar sowie ein Zeitschriften- und Tabakgeschäft. Ferner befinden sich hier ein Servicezentrum für mobilitätseingeschränkte Fahrgäste (Sala blu). Im Bahnhof befindet sich auch eine Wache der Bahnpolizei (Polizia di Stato).

### Gleisanlage
Die beiden westlichen Bahnsteige sind Stumpfgleise, die östlichen Bahnsteiggleise führen in den Bahnhof Marittima. Am südlichen Ende des Bahnhofs schließen sich das Betriebswerk Messina und der Betriebsbahnhof Messina Scalo an.

## Bahnhof Messina Marittima

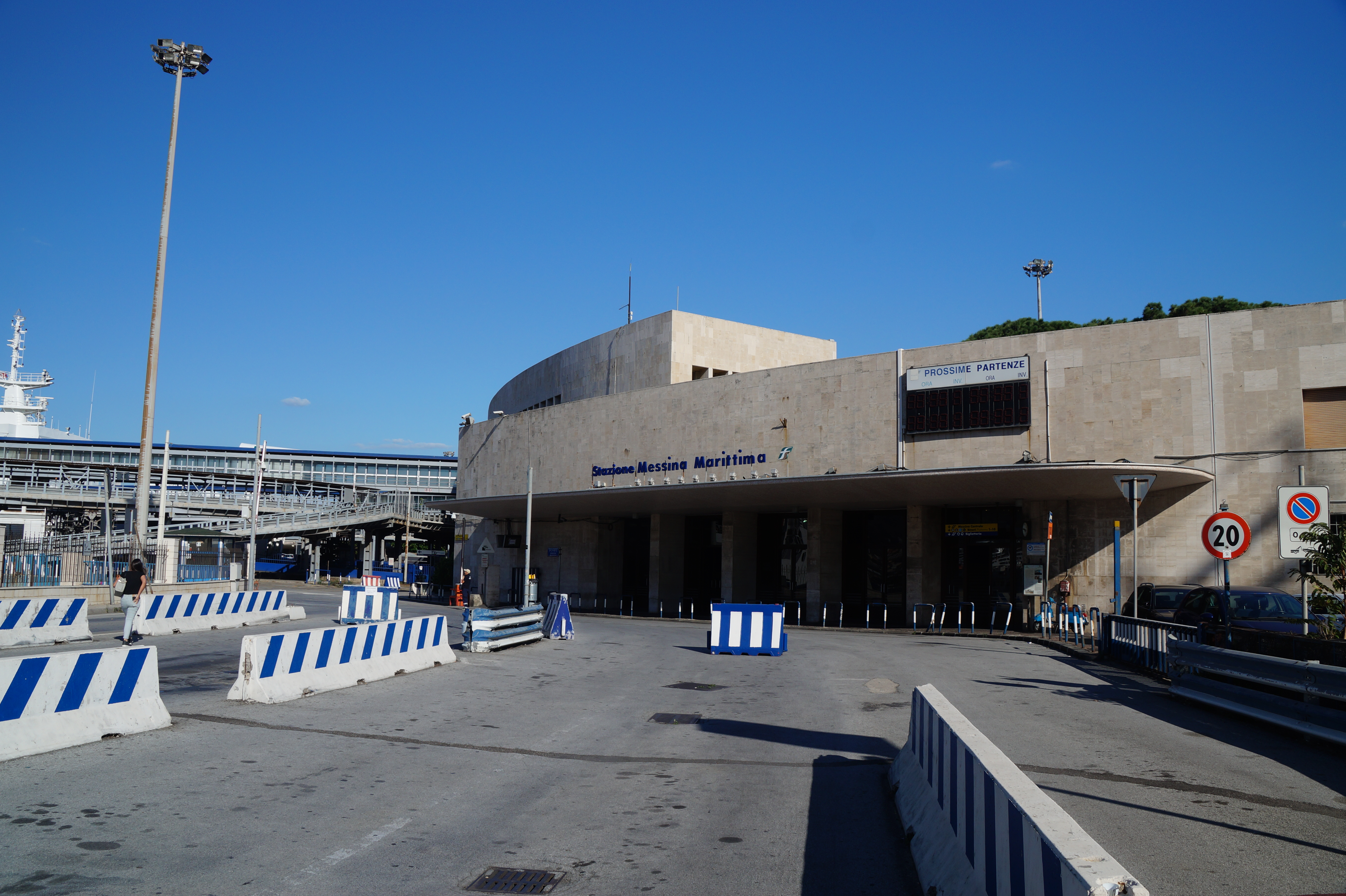
Empfangsgebäude Messina Marittima

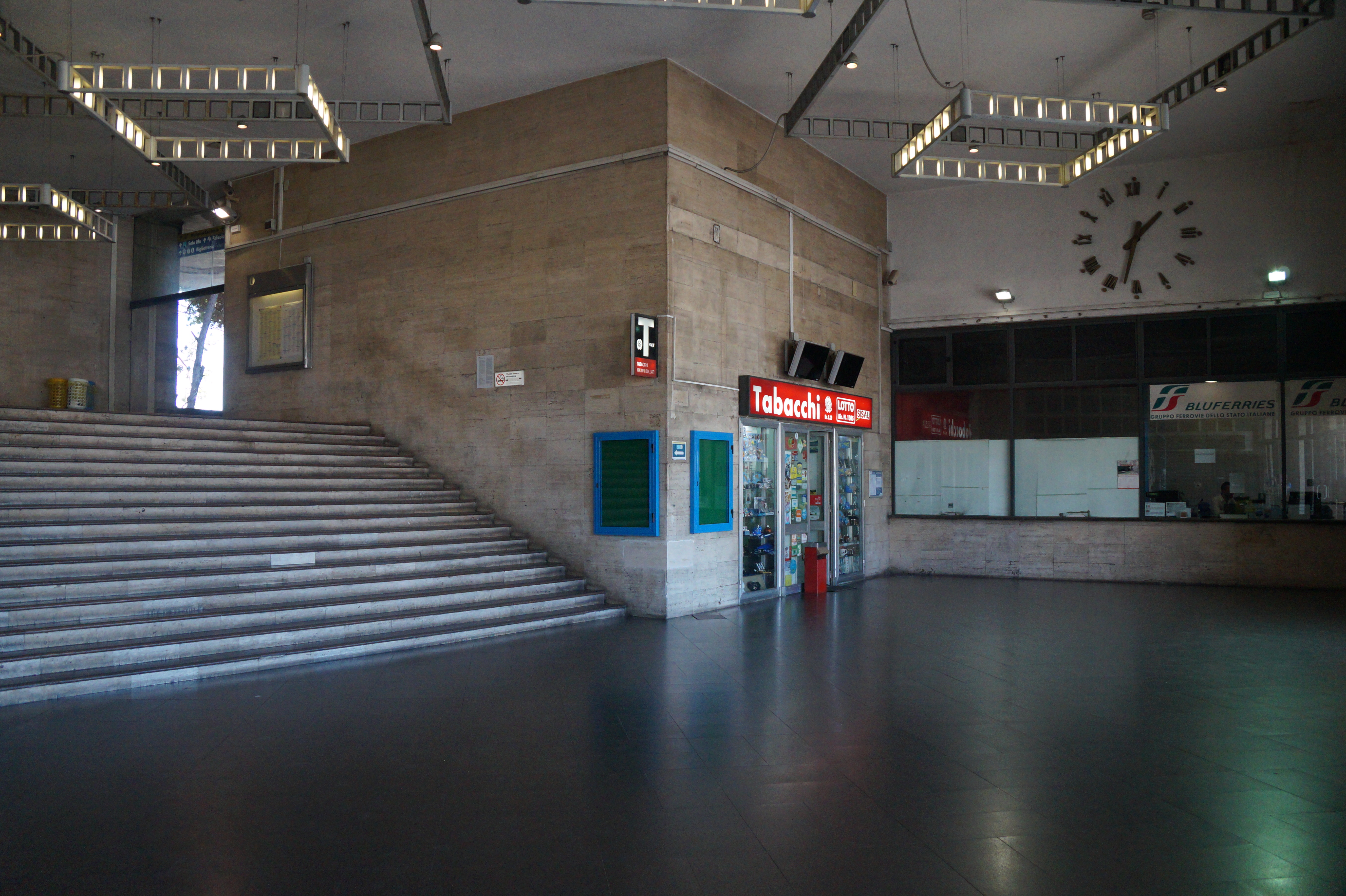
Schalterhalle Messina Marittima

Der Bahnhof Messina Marittima ist betrieblich ein eigenständiger Bahnhof, obwohl er mit den Anlagen des Bahnhofs Messina Centrale baulich verbunden ist. Er ist Fährbahnhof und Ausgangspunkt des Eisenbahntrajekts von Sizilien über die Straße von Messina auf das italienische Festland. Zielhafen ist Villa San Giovanni in Kalabrien. Der Bahnhof Marittima wurde im Jahr 2012 für den Personenverkehr geschlossen. Er dient heute nur noch als Betriebsbahnhof zum Be- und Entladen der Eisenbahnfähren. Im Bahnhof werden mehrmals täglich Personen- und Güterzüge trajektiert. Die Verladung der Eisenbahnwagen erfolgt über höhenverstellbare Rampen, die an die geöffneten Bugklappen der Fährschiffe angelegt werden. Die früher vorhandenen Landungs- bzw. Autoverladerampen wurden 2012 demontiert, da die gemeinsame Beförderung von Eisenbahn, PKW, LKW und Fußgängern auf die Schiffe eingestellt wurde.

### Der Mosaiksaal

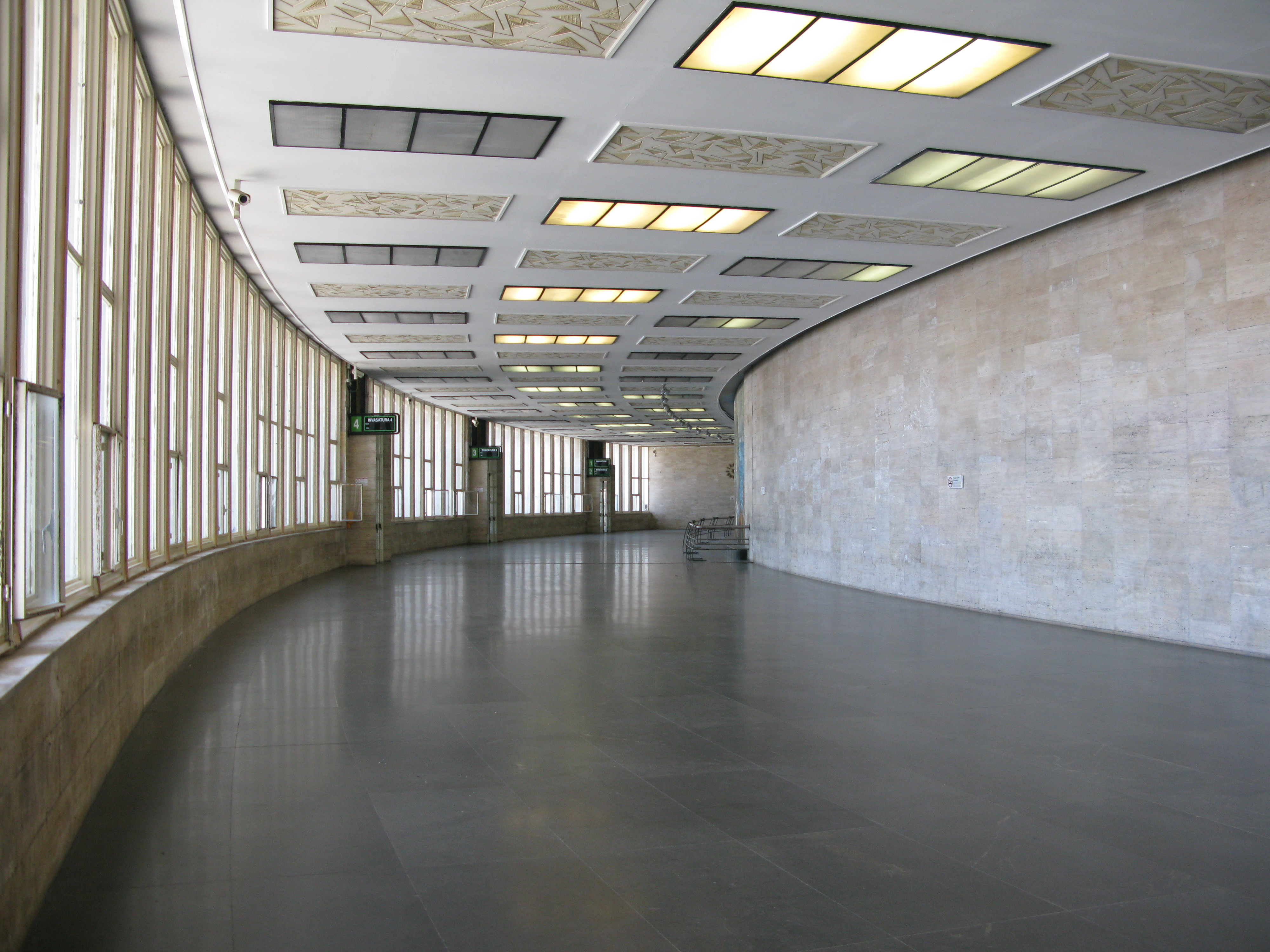
Der Mosaiksaal im Bahnhof Messina Marittima

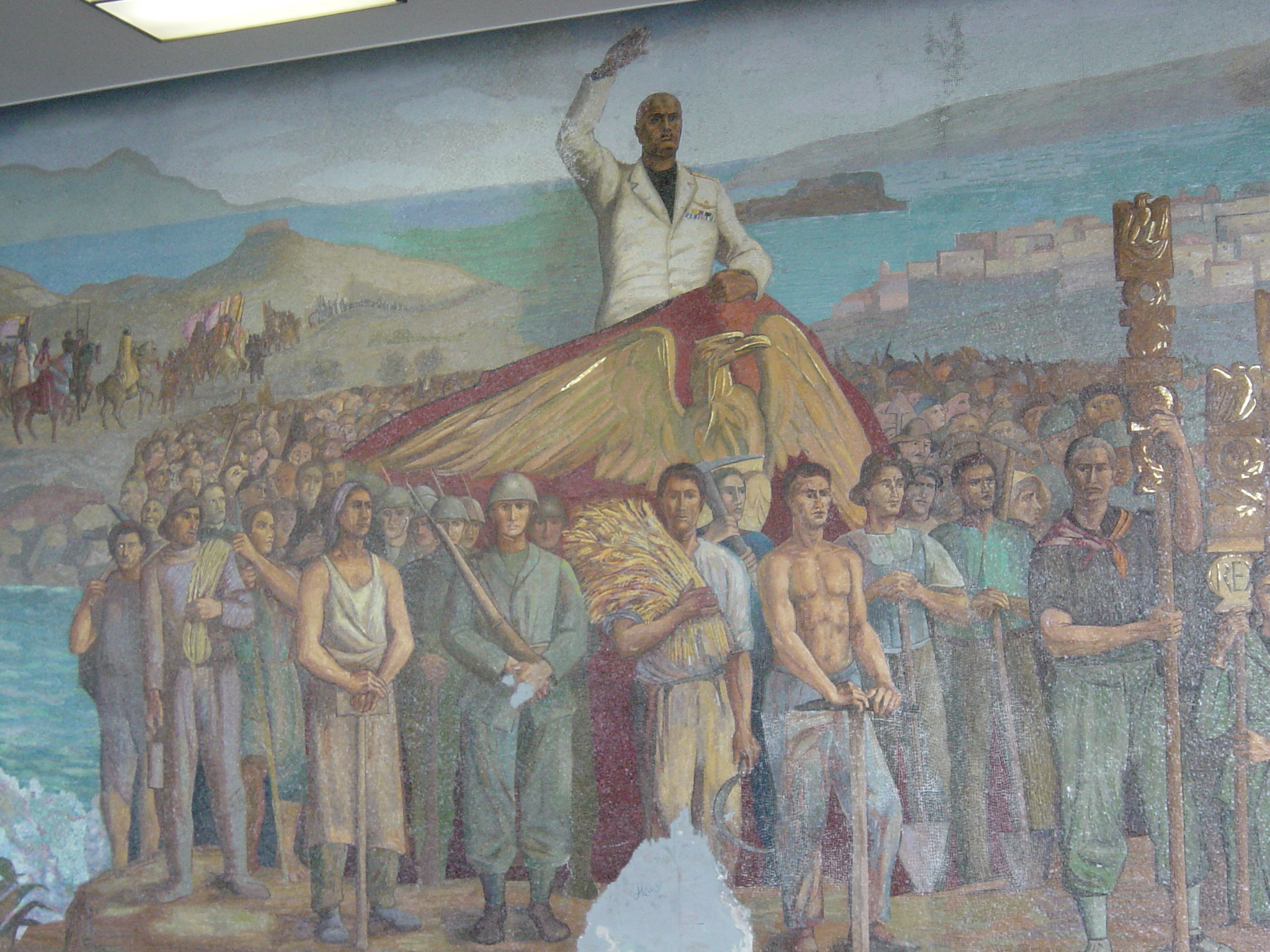
Detailansicht Wandmosaik

Im Verteilergeschoss der ehemaligen Landungsbrücken befindet sich ein großes Mosaik, das die Geschichte und die Kultur Siziliens darstellt. Zeitgenössisch wurden einige Elemente aus der Faschistenzeit dargestellt. Durch die Schließung des Bahnhofes ist der Mosaiksaal nicht mehr zugänglich.

## Verkehrsanbindung

### Fernverkehr
Der Bahnhof wird täglich von InterCity- und Nachtzügen bedient. Durch das Rangieren auf die Eisenbahnfähren bestehen teilweise lange Standzeiten. Innerhalb Siziliens können die Nachtzüge nicht im Binnenverkehr genutzt werden, da sie je nach Richtung nur zum Aussteigen (nach Syrakus bzw. Palermo) bzw. zum Einsteigen Richtung Festland halten.
| Bezeichnung | Zuglauf                      | Bemerkungen           |
| ----------- | ---------------------------- | --------------------- |
| IC          | Syrakus/Palermo–Roma Termini | Zwei Zugpaare pro Tag |
| ICN         | Syrakus/Palermo–Roma Termini | Zwei Zugpaare pro Tag |
| ICN         | Syrakus/Palermo–Mailand      | Ein Zugpaar pro Tag   |

### Regionalverkehr
In Messina enden Regionalzüge aus Palermo bzw. Syrakus. Im Jahre 2009 wurde die Metroferrovia di Messina, ein S-Bahn-ähnlicher Verkehr, nach Giampilieri in Betrieb genommen.
| Bezeichnung | Zuglauf                                 | Bemerkungen                                                                     |
| ----------- | --------------------------------------- | ------------------------------------------------------------------------------- |
| RV          | Messina–Sant’Agata di Militello–Palermo | Ca. Zweistundentakt                                                             |
| R           | Messina–Sant’Agata di Militello–Palermo |                                                                                 |
| RV          | Messina–Catania–Syrakus                 | Ca. Zweistundentakt                                                             |
| R           | Messina–Taormina-Giardini–Catania       |                                                                                 |
| R           | Messina–Giampilieri                     | Metroferrovia. Teilweise Halbstundentakt. Kein Verkehr an Sonn- und Feiertagen. |

### Stadtverkehr
Auf dem Bahnhofsvorplatz – dem Piazza delle Repubblica – besteht eine Übergangsmöglichkeit zur einzigen Linie der Straßenbahn Messina.